# Estadio Al Barid
El Estadio Al Barid es un estadio de fútbol ubicado en la ciudad de Rabat, Marruecos. Es el estadio donde el Union Touarga Sports disputa sus partidos de local. Será uno de los estadios que albergará la Copa Africana de Naciones de 2025. Actualmente se encuentra en reconstrucción.